# Lou Tavano
Lou Tavano est une chanteuse et autrice compositrice
 française, née en 1986. Elle a des racines bretonnes par son père et italiennes par sa mère.
En 2020, elle est nommée aux Victoires du Jazz dans la catégorie artiste vocal .

## Biographie
Son père, batteur, l’inscrit à l’âge de 5 ans, en section piano, au Conservatoire de Montrouge.
En 2004, elle rejoint la Compagnie théâtrale « Le Magasin ».
En 2005, elle intègre l'American School of Modern Music. Elle y rencontre Alexey Asantcheeff qui devient son pianiste et co-auteur/compositeur, puis au fil du temps son alter ego musical. Tous deux enregistrent un premier album autoproduit : « Meets Alexey Asantcheeff ».
Fin 2014, Siegfried "Siggi" Loch, fondateur du label allemand ACT, la remarque au Duc des Lombards. En  janvier 2015, elle devient ACT Recording Artist. La sortie de l’album « For You » un an plus tard, s’accompagne d’une tournée en France et à l’étranger qui démarre par un concert à la Cigale  en première partie d’Hiromi, puis au Café de la Danse et à l’Olympia lors de la «You and the Night and the music», organisée par TSF Jazz, pour se terminer fin 2018 .
En 2018, Lou Tavano et Alexey Asantcheeff créent leur propre label : L’UN L’UNE, sur lequel ils publient leur troisième album en 2020 : « Uncertain Weather » . Cet album est désigné par Jazz Magazine et TSF jazz comme « Choc Jazz Magazine »  et « Must TSF jazz ». Durant 2 semaines, il est en tête des meilleures ventes Jazz-Blues de la FNAC. La tournée qui s’ensuit est malheureusement interrompue par la crise du COVID. À défaut, dès mars 2020, des « live stream » sont organisés : Grands Boulevards Festival (TSF Jazz), Ad Lib TV, Théâtre du Châtelet. Une série de concerts donnés au Maroc en janvier de la même année  leur donnent l'idée d'un projet de résidence sur place : « NEFSI, du souffle à la lumière ». En 2021, Lou Tavano et Alexey Asantcheeff, lauréats de cet appel à création organisé par l’Institut français du Maroc, se consacrent à l’écriture et la réalisation de ce projet.

## Discographie
- Lou Tavano "Meets Alexey Asantcheeff", 2012. Autoproduction.

- Lou Tavano "For You", 2016. ACT/PIAS.

- Lou Tavano "Uncertain Weather", 2020. L’UN L’UNE / L'autre distribution.

## Collaborations
- Michaël Chéret "Manaverem", 2011.

- RP Quartet "Chicken Do It" 2016. Frémeaux & Associés.
- Edouard Ferlet "Pianoïd Vox" 2024. Mélisse[19].

## Critiques
- Anne Chépeau, France Info : " Une voix hors du commun, profonde et à la fois fragile et puissante" [20].
- Alex Dutilh, France Culture : Un jazz mâtiné d'influences personnelles qui ont à voir avec la musique symphonique, le chant lyrique, la folk ou la musique balinaise"[21].
- André Manoukian, France Inter : Lou Tavano nous emmène vers des territoires sonores inouïs, illustrant la vision de l’artiste par Gilles Deleuze .../... un  musicien digne de ce nom doit aller aux limites du son. Lou Tavano, au-delà des chanteuses de jazz, invente un nouveau son, jouant du velours de sa voix pour créer des textures qui s’étirent dans le temps et l’espace "[22].

## Enseignement
En 2018, elle rejoint l’équipe pédagogique de l’American School of Modern Music et crée sa classe de Stage Coaching.